# Zinder IV
Zinder IV ist eines der fünf Arrondissements der Stadt Zinder in Niger.

## Geographie
Zinder IV liegt im Nordwesten der Stadt. Es grenzt im Nordosten an das Arrondissement Zinder III, im Osten an das Arrondissement Zinder II und im Südosten an das Arrondissement Zinder I. Die angrenzenden Landgemeinden sind Tirmini im Westen und Droum im Südwesten.
Das Arrondissement ist in ein urbanes und ein ländliches Gebiet geteilt. Das urbane Gebiet ist in mehrere Stadtviertel gegliedert und im ländlichen Gebiet gibt es mehrere Dörfer und Weiler.
Die Stadtviertel sind:
- Charé Adoua
- Charé I
- Charé II
- Charé Kollia
- Charé Zamna II
- Haro Banda
- Karkada
- N’Wala

Die Dörfer sind:
- Babban Fagué
- Bayan Roua
- Charé Adoua
- Dalé Dalé
- Damkarou
- Dogon Chouri
- Doutchin Koura
- Garin Koundia
- Garin Liman
- Garin Maman Zara
- Garin Rana
- Gobro
- Gommé
- Guiyayi
- Kadamari Gojé
- Kadamari Tambari
- Kagna Malam Gadja
- Kaki Maza
- Kangna Maï Roua
- Kangna Nigelec
- Karagoua Wanzamey
- Karangoua Makéra
- Malloumawa Abdou
- Malloumawa Djibril
- Mandara
- Midic
- Rouan Gao I
- Rouan Gao II
- Tagouayé
- Zangon Ismagaïla

Die Weiler sind:
- Angoual Bayi
- Angoual Goudou
- Bani
- Chiwa
- Dogon Chouri Garin Gona
- Dogonchouri Makata
- Garin Aréwa (Nordwest-Zinder)
- Garin Aréwa (Südwest-Zinder)
- Garin Babba
- Garin Dodan Gado
- Garin Elh Mattan
- Garin Gona
- Garin Hada Hada
- Garin Maâzou
- Garin Malam
- Garin Mamane Dogo
- Garin Ouba
- Garin Sadjé
- Garin Zaka
- Gonatchin Adam
- Gonatchin Mallamey
- Guidan Abba Chékadawa
- Kadamari Goji Kori
- Kirya Guiyayi
- Mandallan
- Tawalala
- Toudou
- Toumbagou[2]

## Geschichte
Die Verwaltungseinheit Zinder IV wurde 2002 als Stadtgemeinde (commune urbaine) gegründet, als die Stadt Zinder in einen Gemeindeverbund (communauté urbaine) aus fünf Stadtgemeinden umgewandelt wurde. Im Jahr 2010 gingen aus den Stadtgemeinden Zinders die fünf Arrondissements hervor.

## Bevölkerung
Bei der Volkszählung 2012 hatte Zinder IV 80.923 Einwohner, die in 12.802 Haushalten lebten. Bei der Volkszählung 2001 betrug die Einwohnerzahl 41.440 in 7071 Haushalten.

## Politik
Der Bezirksrat (conseil d’arrondissement) hat 14 Mitglieder. Mit den Kommunalwahlen 2020 sind die Sitze im Bezirksrat wie folgt verteilt: 7 RDR-Tchanji, 4 PNDS-Tarayya, 1 MNSD-Nassara, 1 MODEN-FA Lumana Africa und 1 RDP-Jama’a.